# Karrimor

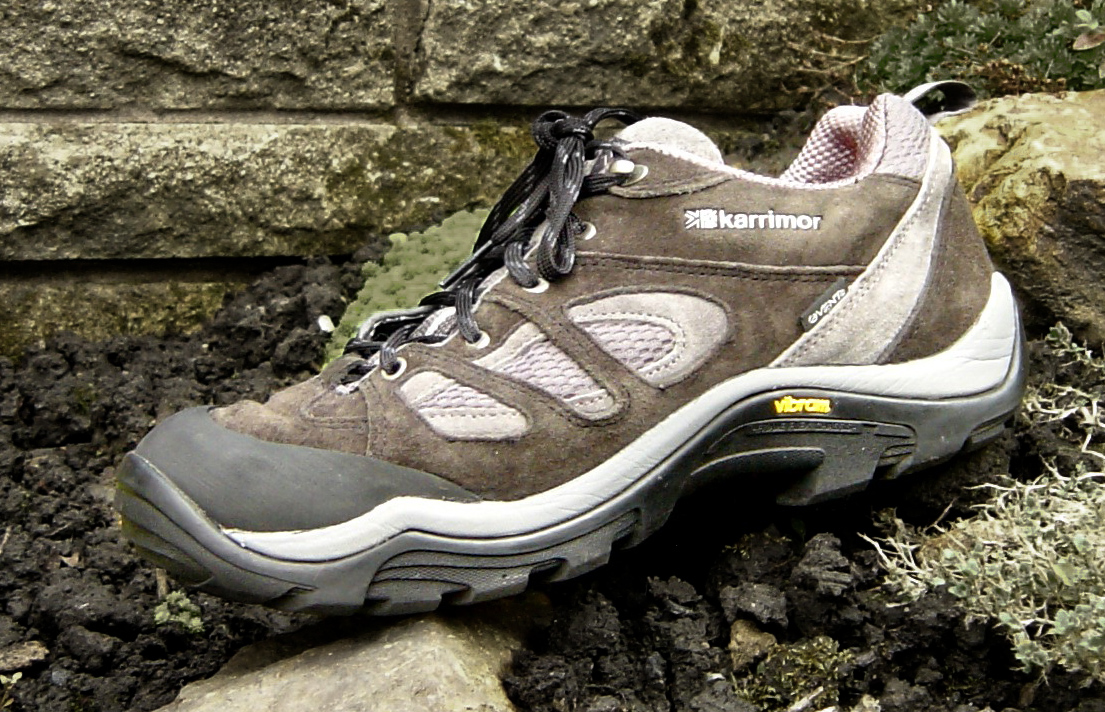
Schoen van Karrimor

Karrimor is een Brits merk van kampeer- en sportbenodigdheden en kleding. Het bedrijf was tot 2004 gevestigd te Clayton-le-Moors in Lancashire.
Karrimor werd in 1946 opgericht door Charles en Mary Parsons, eigenaren van de Lancashire cycle shop, en Grace Davies die in een atelier boven de fietsenwinkel begon met de productie van met de hand genaaide canvas fietstassen. Het merk Karrimor is in de loop van de twintigste eeuw internationaal bekend geworden vanwege de rugzakken, kleding en (berg)schoenen.
Het echt Engelse bedrijf werd in 1996 voor 7 miljoen pond verkocht aan een investeringsmaatschappij van het Italiaanse Benettonconcern, die het 1999 weer overdeed aan Cullinan Holdings in Zuid-Afrika. De firma ging vervolgens in 2004 failliet en werd opgekocht door Lonsdale Sports dat het bedrijf in delen doorverkocht en alleen de merknaam behield.